# Emmanuel Todd
Emmanuel Todd, född 16 maj 1951 i Saint-Germain-en-Laye i Yvelines, är en fransk statsvetare, demograf, historiker, sociolog och essäist. 
Han är diplomerad från Institut d'études politiques de Paris och doktor i historia vid universitetet i Cambridge. Vid Institut national d’études démographiques (INED) har hans studier lett honom till uppfattningen att olika familjesystem i olika kulturer (till exempel förstfödslorätt, kusingifte) har en avgörande roll i historien och i bildandet av religiösa och politiska ideologier.
Han anses av många ha förutsett Sovjetunionens fall redan i mitten av 1970-talet utifrån demografiska fakta.
Internationellt känd blev han efter publiceringen av essän Après l’empire (Låtsasimperiet) 2002 (översatt av Pär Svensson), där han förutspådde USA:s oförmåga att upprätthålla sin status som världens enda supermakt och en kommande finansiell kollaps som leder till att USA förlorar sin ekonomiska och politiska ledarställning.
I Le rendez-vous des civilisations påvisar han 2007 en helt annan utveckling i en alltmer globaliserad värld än den Samuel P. Huntington presenterat i The Clash of Civilisations (Civilisationernas kamp).
Todds analyser kan i fyra fall sägas ha visat sig relevanta i efterhand: Sovjetsystemets upplösning, USA:s tillbakagång, den arabiska våren och eurokrisen. Han är därför en flitigt anlitad debattör i franskspråkiga medier.

## Liv och verk
Emmanuel Todd är son till journalisten Olivier Todd och dotterson till författaren och filosofen Paul Nizan. Han är även släkt med antropologen Claude Lévi-Strauss. Historikern Emmanuel Le Roy Ladurie, en vän till familjen, gav honom i tidiga år hans första historiebok. Efter universitetsstudier först i Frankrike, därefter i Cambridge, fascinerades han av matematik och statistik och ville tillämpa dessa discipliner i historiska studier. Med början i historisk statistik studerade han fenomen som fruktsamhet, giftermål och mortalitet och skrev en avhandling om bondesamhällena i Frankrike, Italien och Sverige. Familjebildningen står i centrum för hans forskning med frågor som: 
- är det äldste brodern som är huvudarvingen (till exempel Tyskland) eller behandlas alla syskon lika (till exempel centrala Frankrike)?
- uppmuntras endogami, det vill säga gifte inom släkten, som mellan kusiner (till exempel arabiska samhällen)?

I sin första bok, La Chute finale (Det slutliga raset), 1976, förutspådde han «upplösningen av den sovjetiska sfären» genom att tolka den officiella statistikens starkt överdrivna eller underskattade siffror ungefär som en arkeolog tolkar allmänna tendenser utifrån vittnesbörden från ruiner och avskrädeshögar. Efter en tid på Le Monde återgick han till forskningen och arbetade på hypotesen om att utifrån olika familjesystem belysa politisk ideologi och religiös tro. Dessa studier redovisas i böckerna La Troisième Planète (1983) och L'Enfance du monde (1984).
Todd fortsatte sedan sina studier om Frankrike och publicerade La Nouvelle France (1988), som en inledning till L'Invention de l'Europe (1990). Todd uttalade sig sedan för ett nej i folkomröstningen 1992 om Maastrichtfördraget, men mildrade därefter sin position och röstade ja 2005 till europakonstitutionen.
Han publicerade  2002 Après l'empire (I svensk översättning: Låtsasimperiet. Om det amerikanska systemets sönderfall - Bokförl. DN, 2004). Denna bok är en reflexion över nedgången i USA:s makt, som yttrar sig som en oförmåga att kunna göra sig gällande som enda supermakt i världen (som är angeläget om att visa sin styrka, men endast förmår att angripa svaga fiender som Saddam Hussein) och dess förestående ekonomiska och strategiska sammanbrott. Denna essä gav Todd tillfälle att förutse en stor finansiell kris fem år före kraschen hösten 2008: "Vad är detta för ekonomi där finansiella tjänster, försäkringssystem och fastighetsmarknad har ökat dubbelt så mycket som industrin mellan 1994 och 2000?". Vilket ledde honom till slutsatsen: "Vi vet ännu inte i vilken utsträckning de europeiska och japanska investerarna kommer att pungslås, men att så kommer att ske är säkert. Det mest sannolika är att vi får se ett börsras utan like följt av ett sammanbrott för dollarn, en händelsekedja som kan tänkas göra slut på USA:s ekonomiska 'imperieställning'."
2007 publicerade Todd tillsammans med Youssef Courbage Le rendez-vous des civilisations ("Civilisationernas möte"), en direkt polemik mot Samuel P. Huntingtons The Clash of Civilisations (Civilisationernas kamp). Författarna konstaterade utifrån demografiska fakta (främst nativitet) att de muslimska samhällena visar tendenser mot att alltmer ta till sig moderna globala värderingar. Terrorism är blott ett övergångsfenomen, liknande de uppslitande omvälvningar, som drabbade Europa under 1900-talet i form av fascism, stalinism och krig.
I Après la Démocratie (2008) försökte Todd analysera de historiska, sociologiska, ekonomiska och politiska fenomen som bidragit till att Nicolas Sarkozy kom att få presidentposten i Frankrike (och också till Ségolène Royals uppdykande på vänstersidan). Han tog upp saker som den tilltagande individualismen, tillbakagången för religionen liksom för den kommunistiska ideologin, som båda präglade det franska samhället under 1900-talet. Han ifrågasatte vidare frihandeln som, enligt honom, straffar de breda folklagren (inbegripet medelklassen) genom att pressa lönerna i botten. Han förordade i stället för den globaliserade liberalismen en protektionism på europeisk bas. I skuggan av Eurokrisen återspeglas dessa tankar i en intervju i tidskriften Respons mars 2012.
I maj 2015 utgav Todd sin hittills mest kontroversiella och spridda essä Qui est Charlie? (Vem är Charlie?), där han hävdar att massmanifestationerna efter attentatet mot Charlie Hebdo i början av detta år följer ett mönster som kan skönjas enligt hans teori om familjesystem, där ett delat Frankrike framträder: den jämlika kärnfamiljen i centrala Frankrike gentemot den sent avkristnade stamfamiljen i det perifera Frankrike, som utgör stommen i det han kallar MAZ-blocket (Classes Moyennes – medelklass, personnes Âgées – äldre, catholiques Zombies - ”zombikatoliker” där de religiösa värderingarna är väl ingrodda, även om religiositeten bara är ytlig). Manifestationerna för offren för attentatet var, enligt Todd, inte ett uttryck för positiva franska värden utan för MAZ-blockets rasistiska och reaktionära värderingar. Boken väckte väldiga och fientliga känslor med bland annat häftig kritik från premiärminister Manuel Valls. 
Inför kritiken att ha producerat en snabbt hoprafsad essä bara några månader efter händelserna kring Charlie Hebdo anför Todd att han skrivit snabbt och icke-akademiskt, men försvarar sina argument med att de grundas på flera årtiondens forskning i fransk demografi.

## Vetenskaplig strävan
Emmanuel Todds teorier försöker att analysera våra samhällens funktioner och utveckling på ett heltäckande sätt. Hans huvudtes är att åtskilliga socio-politiska och ekonomiska fenomen genereras av faktorer såsom:
- antropologiska faktorer: Todd ger samhällenas familjestruktur en avgörande betydelse, vilket han detaljerat studerat i sina första arbeten.

- demografiska faktorer:  födelsetal,  spädbarnsdödlighet, alfabetisering.

Alfabetiseringen spelar här en stor roll. Tendensen är att först når männen läskunnighet (vilket ledde till 1900-talets sociala kamper), sedan kvinnorna (vilket ledde, och i tredje världen leder, till sjunkande nativitet).
Denna folkbildning leder alltså till globala värderingar i demokratisk anda och en fredlig värld. Dock efter spektakulärt motstånd som till exempel Al-Qaidas terrorism. Men detta är något som inte kan stoppa utvecklingen i det långa loppet.
Som han tillkännagivit i Après l'empire, bedriver han nu forskning för att försöka förklara ursprunget till familjesystemen i världen. Första volymen av L'Origine des systèmes familiaux, L'Eurasie utkom i september 2011.

## Kritik
Todds teser och skrifter är kontroversiella, särskilt hans hållning för protektionism gentemot den liberala globaliseringen. Han skriver också i polemik mot andra kontroversiella uttolkare av utvecklingen efter Kalla kriget. Mot Samuel P. Huntingtons pessimism i Civilisationernas kamp står hans optimism om att folkbildningen kommer att skapa en bättre värld (Le rendez-vous des civilisations - Civilisationernas möte). Mot Francis Fukuyamas globaliserade liberala ekonomiska system anför han att detta skapar en elitistisk oligarki, som utarmar de breda folklagren. Vilket ju är ett hot mot den liberala demokrati som enligt Fukuyama skulle bli "historiens slut". Todd förordar i stället en övernationell protektionism i Europa för att skydda och vitalisera demokratin.